# Монтардон
Монтардо́н (фр. Montardon) — коммуна во Франции, находится в регионе Аквитания. Департамент — Атлантические Пиренеи. Входит в состав кантона Тер-де-Люи и Кото-дю-Вик-Бий. Округ коммуны — По.
Код INSEE коммуны — 64399.

## География

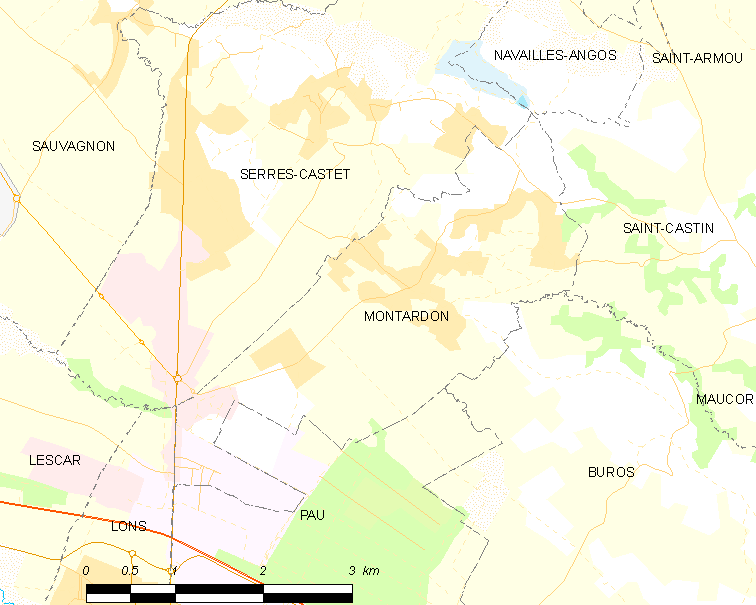
Карта коммуны

Коммуна расположена приблизительно в 650 км к югу от Парижа, в 165 км южнее Бордо, в 9 км к северу от По.

### Климат
Климат тёплый океанический. Зима мягкая, средняя температура января — от +5°С до +13°С, температуры ниже −10 °C бывают редко. Снег выпадает около 15 дней в году с ноября по апрель. Максимальная температура летом порядка 20-30 °C, выше 35 °C бывает очень редко. Количество осадков высокое, порядка 1100 мм в год. Характерна безветренная погода, сильные ветры очень редки.

## Население
Население коммуны на 2010 год составляло 2323 человека.
| 1962 | 1968 | 1975 | 1982 | 1990 | 1999 | 2010 |
| ---- | ---- | ---- | ---- | ---- | ---- | ---- |
| 232  | 369  | 650  | 1130 | 1437 | 1837 | 2323 |

## Администрация
| Период | Период | Фамилия         | Партия | Примечания |
| ------ | ------ | --------------- | ------ | ---------- |
| 1978   | 1987   | Жан Баззако     |        |            |
| 1987   | 1989   | Клод Пентюро    |        |            |
| 1989   | 2008   | Мишель Ларрек   |        |            |
| 2008   | 2020   | Анн-Мари Фуркад |        |            |

## Экономика
В 2010 году среди 1564 человек трудоспособного возраста (15-64 лет) 1083 были экономически активными, 481 — неактивными (показатель активности — 69,2 %, в 1999 году было 67,1 %). Из 1083 активных жителей работали 1008 человек (542 мужчины и 466 женщин), безработных было 75 (37 мужчин и 38 женщин). Среди 481 неактивных 251 человек были учениками или студентами, 138 — пенсионерами, 92 были неактивными по другим причинам.

## Достопримечательности
- Церковь Св. Михаила (XVIII век)[4]

## Фотогалерея

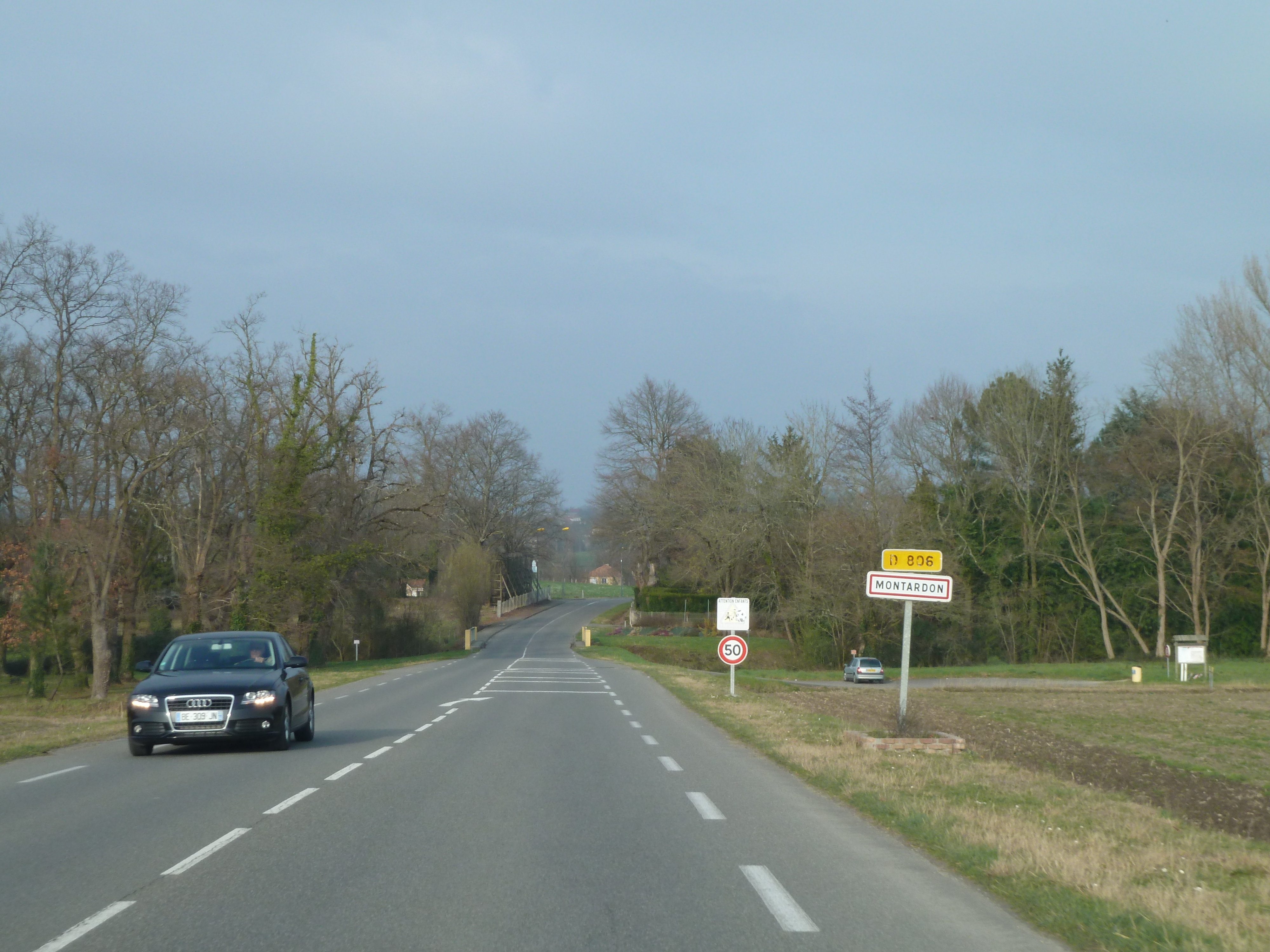
Въезд в Монтардон
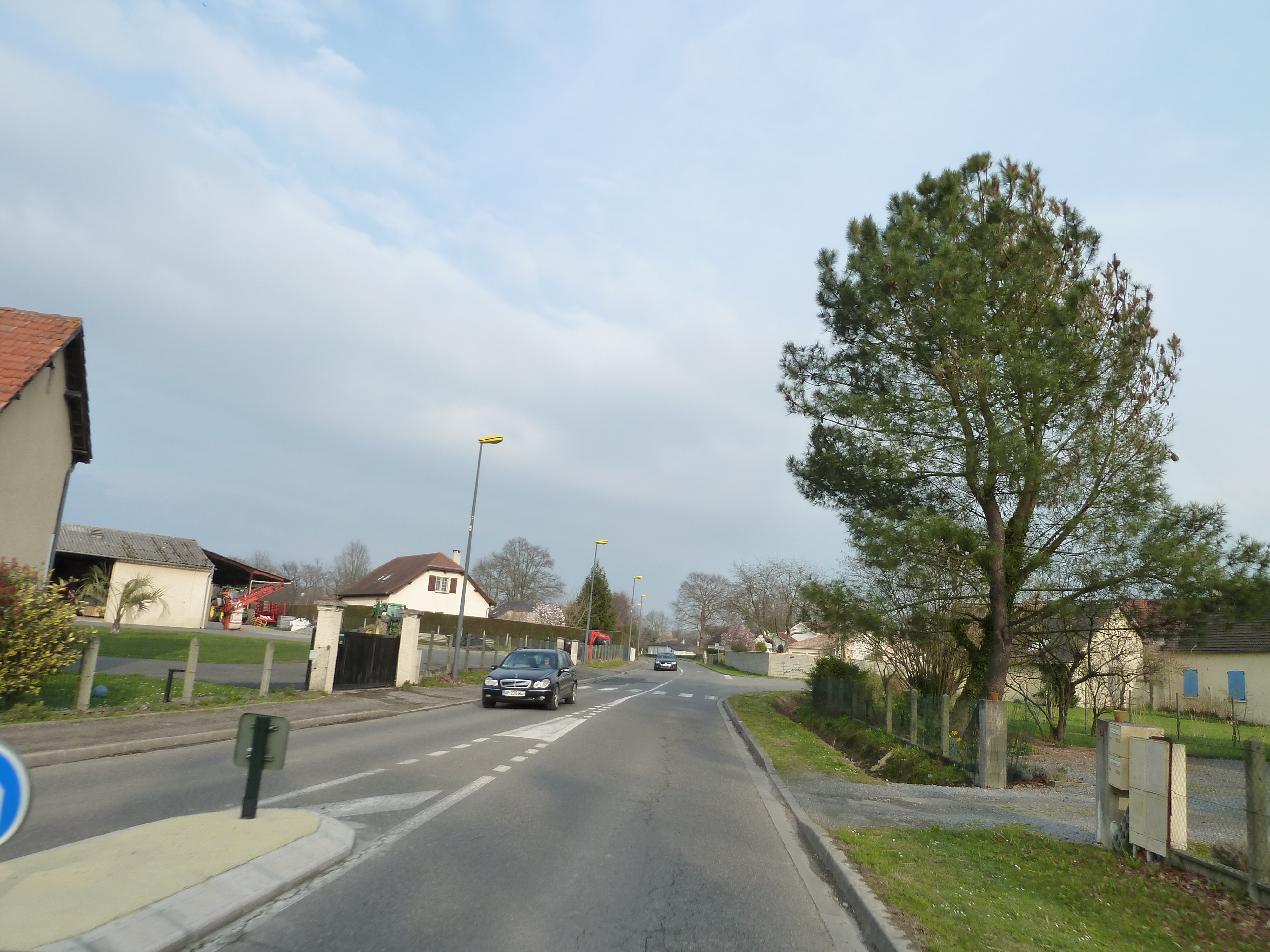
Монтардон
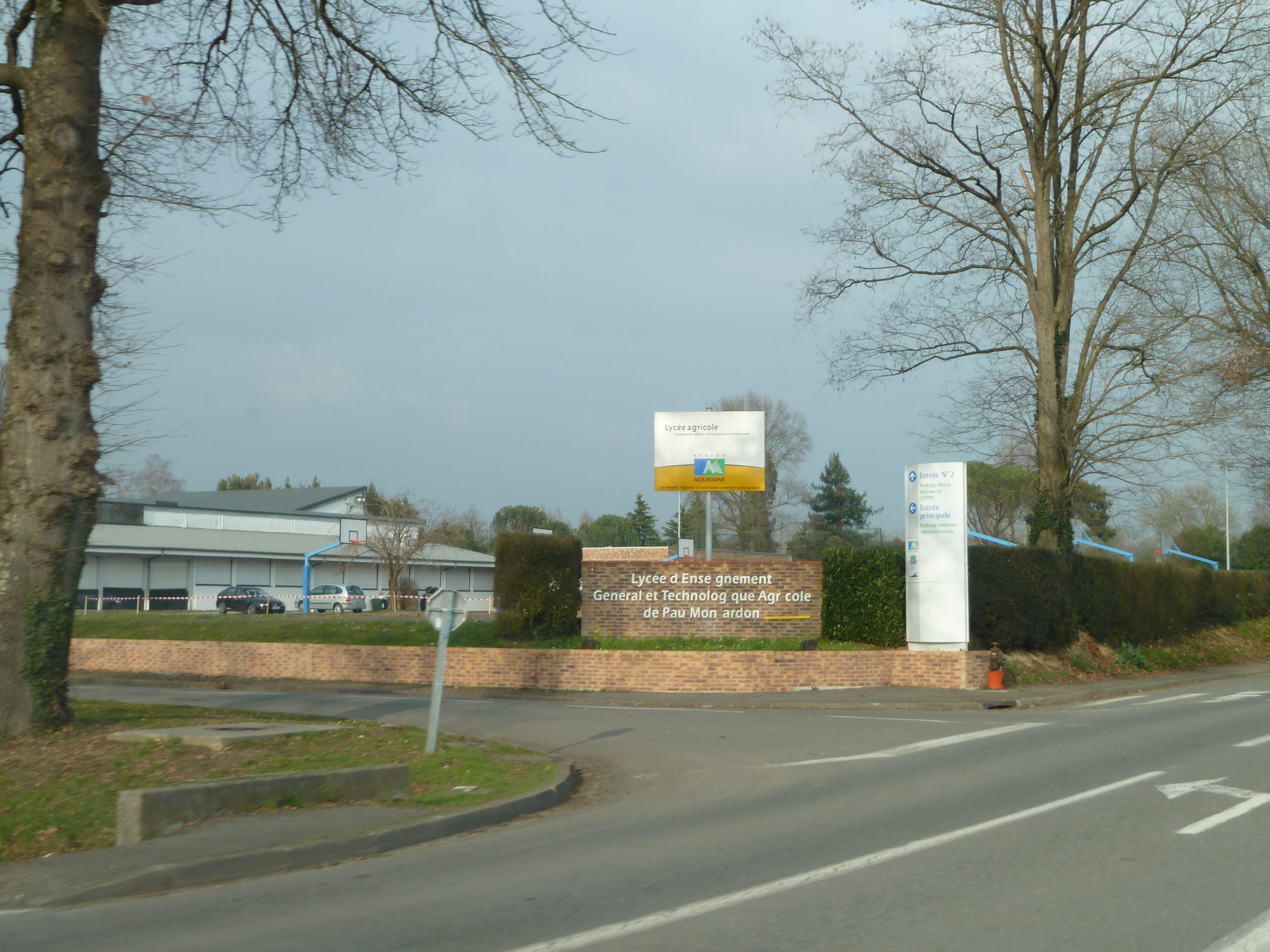
Аграрный лицей
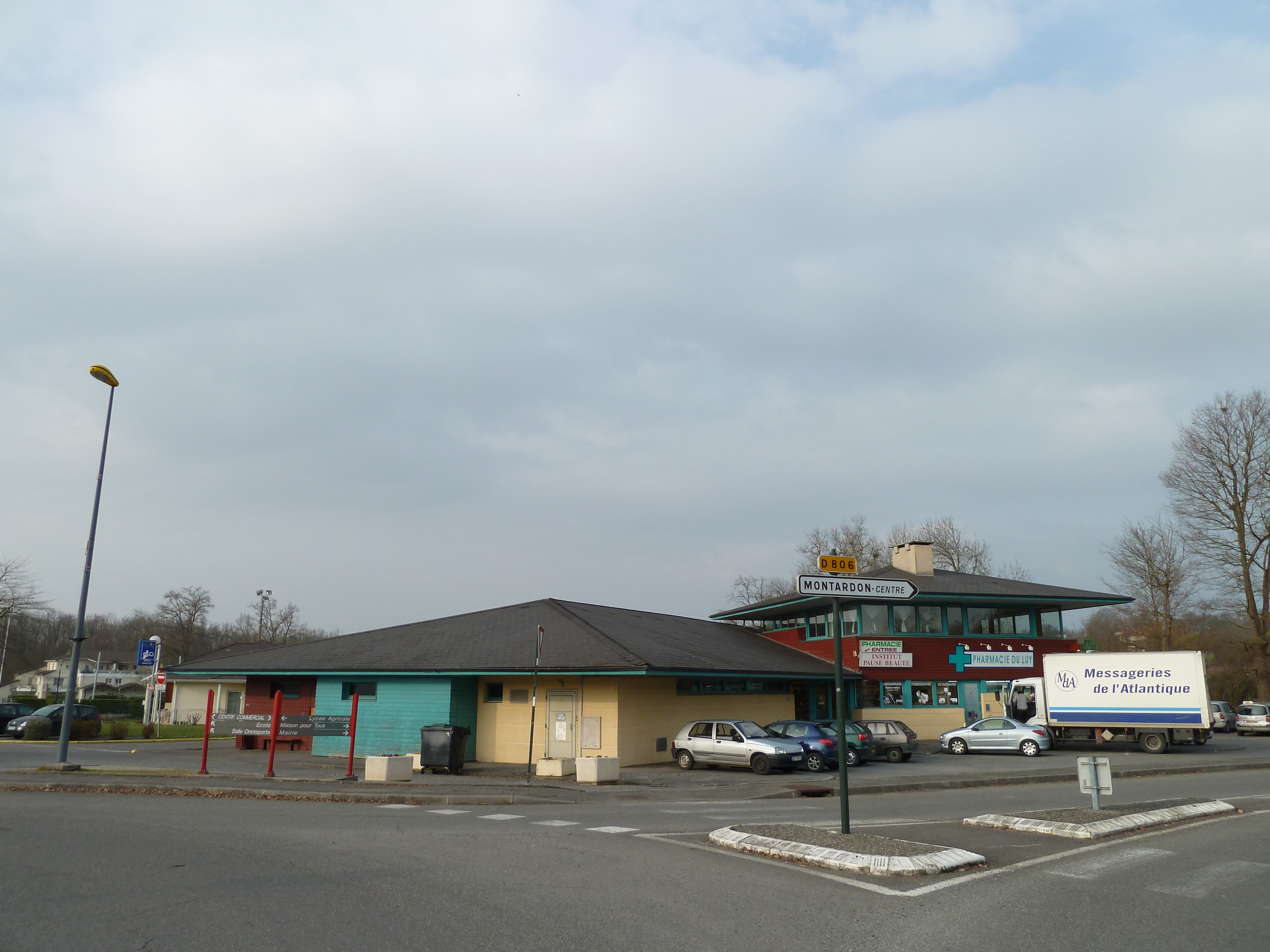
Торговый комплекс